# Sergiusz (Sriebrianski)
Sergiusz, imię świeckie Mitrofan Wasiljewicz Sriebrianski (ur. 20 lipca?/1 sierpnia 1870 w Trieswiatskom, zm. 6 kwietnia 1948 we Władycznej) – rosyjski duchowny prawosławny, archimandryta, święty Kościoła prawosławnego.

## Życiorys

### Kapłan
Był synem duchownego prawosławnego. Ukończył seminarium duchowne, po czym wyjechał do Warszawy na studia weterynaryjne. Poznał tam swoją przyszłą żonę, Olgę Ispołatską, z którą ożenił się 29 stycznia 1893. Pragnąc w przyszłości wykonywać zawód, w którym mógłby służyć innym ludziom, zdecydował się ostatecznie na wstąpienie do stanu duchownego. 2 marca 1893 biskup woroneski Anastazy wyświęcił go na diakona. 20 marca 1894 przyjął natomiast święcenia kapłańskie z rąk biskupa ostrogoskiego Włodzimierza i został kapelanem w 47 tatarskim pułku dragonów. 15 stycznia 1896 skierowano go do Dźwińska, gdzie służył w soborze wojskowym. 1 września 1897 ks. Sriebrianski został ponownie przeniesiony do Orła, gdzie służył jako proboszcz cerkwi Opieki Matki Bożej, należącej do 51 czernihowskiego pułku dragonów. W Orle zdobył opinię znakomitego kaznodziei, bliskiego wiernym duchownego, zorganizował również szkołę i bibliotekę parafialną. Za swoje osiągnięcia w pracy duszpasterskiej otrzymał w 1900 złoty krzyż z ozdobami.
Trzy lata później, w czasie uroczystości kanonizacji św. Serafina z Sarowa, ks. Sriebrianski poznał osobiście wielką księżną Elżbietę Fiodorownę.
W 1904 razem z 51 pułkiem duchowny udał się na front wojny rosyjsko-japońskiej. Jego dziennik, prowadzony w czasie jego udziału w działaniach wojennych w charakterze kapelana, był systematycznie drukowany w piśmie Wiestnik wojennogo duchowienstwa, a następnie został wydany w formie książkowej. 15 marca 1905 ks. Sriebrianski został dziekanem 61 dywizji piechoty. Do Orła wrócił 2 czerwca 1906 razem ze swoim pułkiem. Za całokształt pracy kapelana otrzymał w październiku tego samego roku godność protoprezbitera.

### W monasterze Świętych Marty i Marii w Moskwie
W 1908 wielka księżna Elżbieta Fiodorowna zaprosiła ks. Sriebrianskiego do współpracy w organizacji monasteru Świętych Marty i Marii w Moskwie, który w jej planach miał być wspólnotą żeńską skupioną na działalności dobroczynnej. Według zamysłu księżnej, ks. Sriebrianski miał zostać w monasterze opiekunem duchownym zakonnic. Mimo wątpliwości i przywiązania do wiernych w Orle, duchowny ostatecznie przyjął propozycję Elżbiety. 17 września 1908 metropolita moskiewski Włodzimierz (Bogojawleński) oficjalnie wyznaczył go na proboszcza monasterskich cerkwi Opieki Matki Bożej oraz św. św. Marty i Marii. W klasztorze duchowny był odpowiedzialny nie tylko za odprawianie nabożeństw, ale i za edukację duchową sióstr wspólnoty, z którymi trzy razy w tygodniu spotykał się w celu wspólnych rozmów o treści Ewangelii. 2 października 1916 za swoją dotychczasową pracę duszpasterską został nagrodzony prawem noszenia mitry.
Po swoim aresztowaniu w kwietniu 1918 Elżbieta Romanowa powierzyła ks. Sriebrianskiemu zadanie opieki nad monasterem. W roku następnym duchowny i jego żona postanowili złożyć wieczyste śluby zakonne. Już po przeprowadzce do Moskwy oboje złożyli ślub rezygnacji z pożycia małżeńskiego. W życiu mniszym ks. Mitrofan Sriebrianski otrzymał imię Sergiusz, zaś Olga Sriebrianska – Elżbieta. W tym samym roku otrzymał godność archimandryty.

### W okresie ZSRR
W 1923 archimandryta Sergiusz został aresztowany i skazany na roczne zesłanie do Tobolska. W 1925 wrócił do Moskwy, gdzie zezwolono mu na podjęcie działalności duszpasterskiej. Ponownie zamieszkał w monasterze św. św. Marty i Marii i wrócił do dawnych obowiązków, jednak już w roku następnym klasztor został zlikwidowany. Jeszcze w kwietniu 1925 (dwa miesiące po powrocie) na skutek donosu kapłan został oskarżony o prowadzenie agitacji antyradzieckiej wśród sióstr, które miał przekonywać do antyreligijnego charakteru rządu radzieckiego. W lipcu 1925 duchowny został zwolniony. Wówczas wyjechał razem z mniszką Elżbietą (swoją dawną żoną) do wsi Władyczna, skąd pochodziła. Od 1927 służył w miejscowej cerkwi Opieki Matki Bożej. Zaczął zyskiwać opinię świętego ascety, wielu wiernych zwracało się do niego z prośbami o radę i modlitwę.
W 1931, ponownie na skutek donosu, archimandryta Sergiusz został ponownie aresztowany. Jako dowody prowadzenia przez niego agitacji monarchistycznej potraktowano m.in. wydaną w carskiej Rosji książkę-wspomnienia z pracy kapelana wojskowego. Duchowny został po raz drugi skazany na zsyłkę, tym razem na pięć lat, na północ Rosji europejskiej, do jednej z wsi nad Pinegą. We wsi tej przebywało już wielu innych zesłanych kapłanów, zmuszany do pracy przy wyrębie lasu. Na zesłaniu duchownemu towarzyszyła mniszka Elżbieta (Sriebrianska) oraz Maria Zamorina, późniejsza mniszka Milica. W 1933 kapłan został zwolniony z powodu podeszłego wieku i złego stanu zdrowia. Następnie razem z obydwiema kobietami, z którymi mieszkał, żyjąc według reguły mniszej, wrócił do Władycznej.
Archimandryta Sergiusz uważany był przez miejscowych wiernych prawosławnych za świętego ascetę, przypisywano mu dokonywanie uzdrowień siłą modlitwy. Wierzono również, że to dzięki jego modlitwie cerkiew we wsi nie uległa zniszczeniu w czasie II wojny światowej. Po jego śmierci w 1948 nieformalny kult duchownego jeszcze wzrósł, przypisywano mu dalsze cuda.

## Kanonizacja i upamiętnienie
W 2000 archimandryta Sergiusz (Sriebrianski) został ogłoszony świętym i zaliczony do Soboru Świętych Nowomęczenników i Wyznawców Rosyjskich.
W 2001 w pobliżu ruin cerkwi Opieki Matki Bożej we Władycznej wzniesiona została cerkiew św. Sergiusza (Sriebrianskiego). Funkcjonuje ona na terenie skitu filialnego reaktywowanego monasteru Świętych Marty i Marii w Moskwie. Wcześniej, w grudniu 2000, relikwie świętego zostały przeniesione do soboru Zmartwychwstania Pańskiego w Twerze.